# Candy (film, 1968)
Pour les articles homonymes, voir Candy.
Pour plus de détails, voir Fiche technique et Distribution.
Candy est un film franco-américano-italien érotique, réalisé par Christian Marquand. Sorti en salles en 1968, il est adapté du roman éponyme de Mason Hoffenberg et de Terry Southern.

## Synopsis
Candy Christian est une jeune étudiante blonde, pulpeuse et ingénue, qui s'endort durant les cours de son lycée. À son réveil, elle apprend que Mc Phisto, un grand poète gallois, est attendu sur le campus. Lors de sa venue, elle réussit à attirer son attention. Après le récital, MacPhisto lui propose de la remener chez elle dans sa limousine. En route, il se jette sur elle, mais est incapable de continuer après être devenu trop ivre. Avec l'aide de son jardinier mexicain, Emmanuel, Candy emmène MacPhisto à l'intérieur de sa maison afin de l'aider à retirer ses vêtements imbibés d'alcool. Commence alors une série d'aventures érotiques qui vont prendre une tournure complètement psychédélique au cours desquelles Candy se recherche elle-même et multiplie ses expériences sensuelles, s'offrant ingénument aux hommes. Elle dévoile ainsi les secrets de son corps à un jardinier mexicain, un général de l'armée américaine en mal d’amour, un grand chirurgien, un bossu lubrique et un gourou gaffeur.

## Fiche technique
- Titre original britannique et français : Candy
- Titre italien : Candy e il suo pazzo mondo
- Réalisation : Christian Marquand
- Scénario : Buck Henry
- D'après le roman de : Mason Hoffenberg et de Terry Southern publié chez Olympia Press (1958).
- Production : Robert Haggiag
- Musique : Dave Grusin
- Photographie : Giuseppe Rotunno
- Montage : Giancarlo Cappelli, Frank Santillo
- Décors : Dean Tavoularis
- Costumes : Mia Fonssagrives, Enrico Sabbatini, Vicki Tiel
- Pays de production :  France /  Italie /  États-Unis
- Genre : Comédie fantastique
- Durée : 124 minutes
- Format : Couleur
- Dates de sortie : 
  - États-Unis : 17 décembre 1968
  - France : 18 août 1970
- Classification :
  - France : interdiction aux mineurs de moins de 13 ans à sa sortie ; tous publics avec avertissement depuis 2003[1].
- Affiche : René Ferracci (France)

## Distribution
- Ewa Aulin : Candy Christian
- Marlon Brando (VF : Georges Aminel) : Grindl
- Richard Burton (VF : Michel Gatineau) : MacPhisto
- James Coburn (VF : Denis Savignat) : Dr. A.B. Krankheit
- John Huston (VF : Henri Crémieux) : Dr. Arnold Dunlap
- Charles Aznavour (VF : Lui-même) : le Bossu lubrique
- Walter Matthau  (VF : René Arrieu) : Gen. R.A. Smight
- Ringo Starr (VF : Gérard Hernandez) : Emmanuel
- John Astin (VF : Jean-Claude Michel) : T.M. Christian/Jack Christian
- Elsa Martinelli (VF : Claire Guibert) : Livia
- Sugar Ray Robinson (VF : Med Hondo) : Zero
- Anita Pallenberg : Nurse Bullock
- Lea Padovani : Silvia Fontegliulo
- Florinda Bolkan : Lolita
- Marilù Tolo (VF : Lita Recio) : Conchita
- Nicoletta Machiavelli : Marquita
- Umberto Orsini : The Big Guy
- Enrico Maria Salerno : Jonathan J. John
- Neel Noorlag : Harold (as Neal Noorlac)
- Enzo Fiermonte : Al Pappone
- Peter Dane : Luther
- Peggy Nathan (VF : Marie Francey) : Miss Quinby
- Anthony Foutz (as Tony Foutz)
- Tom Keyes
- Mark Salvage (VF : Roland Ménard) : Doctor Harris
- Micaela Pignatelli : Girl
- Joey Forman : Charlie le flic
- Fabian Dean (VF : Henry Djanik) : Sergent de police

## Bande originale
La bande originale du film est composée et arrangée par Dave Grusin,avec les collaborations de The Byrds et Steppenwolf.
| No  | Titre                                   | Interprète(s)          | Durée |
| --- | --------------------------------------- | ---------------------- | ----- |
| 1.  | Child of the Universe                   | The Byrds              | 3:10  |
| 2.  | Birth by Descent                        | Dave Grusin            | 3:18  |
| 3.  | Opening Night by Surgery                | Dave Grusin            | 2:12  |
| 4.  | Spec-Rac-Tac-Para-Comm                  | Dave Grusin            | 2:37  |
| 5.  | Border Town Blues a Blunt Instrument    | Dave Grusin            | 2:47  |
| 6.  | Magic Carpet Ride                       | Steppenwolf            | 4:27  |
| 7.  | Constant Journey                        | Dave Grusin            | 2:13  |
| 8.  | Every Mother's Daughter                 | Dave Grusin            | 2:04  |
| 9.  | It's Always Because of This a Deformity | Dave Grusin            | 2:30  |
| 10. | Marlon & His Sacred Bird                | Dave Grusin            | 3:01  |
| 11. | Acension to Virginity                   | Dave Grusin; The Byrds | 5:01  |
| 12. | Rock Me                                 | Steppenwolf            | 3:40  |

## Autour du film
Avec son déluge de vedettes (Charles Aznavour, Marlon Brando, Richard Burton, Ringo Starr...), le deuxième et dernier film de Christian Marquand est la pépite psychédélique de 1968. Réalisé en 1968 par l'acteur Christian Marquand, le frère de Nadine Trintignant et l'ami de Roger Vadim, Candy déshabille Ewa Aulin, Miss Teen Sweden 1965, dans chacune de ses séquences. Tournée en deux semaines, cette coproduction franco-italo-américaine aux maigres ressorts dramatiques n'a pu être financée que sur le nom des stars qui la traversent, Charles Aznavour, Marlon Brando, James Coburn, Ringo Starr, tous des amis ou des proches de l'acteur réalisateur Christian Marquand. La légende veut que certains auraient donné leur accord sans même lire le scénario.
Ringo Starr, qui avait été couvert d'éloges pour ses rôles dans Quatre Garçons dans le vent et Help!, est choisi pour interpréter le personnage d'Emmanuel le jardinier mexicain de Candy. Il s'agit de sa première expérience cinématographique sans les Beatles. « J'avais lu le livre et je me suis dit : « C'est une blague. Comment peuvent-ils en faire un film ? » Ça a été le grand frisson de ma vie. Je tournais avec Marlon Brando, Richard Burton, Walter Matthau et tous ces types. Ouah ! J'adorais jouer la comédie, j'aimais vraiment ça. Et j'ai adoré rencontrer tous ces grands acteurs et traîner avec eux. Ils me donnaient tous des tuyaux, ça a été mon école d'art dramatique ».